# ۳٬۲٬۱-بنزوتیادی‌آزول
۳٬۲٬۱-بنزوتیادی‌آزول یک ترکیب آروماتیک دوحلقه‌ای است که از یک حلقه بنزن و یک 3،2،1-تیادی‌آزول که به یکدیگر جوش‌خورده‌اند، تشکیل شده است. این ترکیب به صورت جامد بی رنگ است و در حلال‌های آلی انحلال‌پذیر است.